# Суслова, Екатерина Евгеньевна
Екатерина Евгеньевна Суслова (3 октября 1986) — российская футболистка, выступавшая на позиции полузащитника.
Первый клуб ЦСК ВВС в 2004 году.
С 2009 по 2013 года выступала в уфимской команде «Агидель».
- Чемпионат 2013: 20 игр и 13 голов[6][7].
- Чемпионат 2012/2013: 17 игр и 5 голов[8][9]
- Чемпионат 2011/2012: 20 игр и 1 гол[10][11]
- Чемпионат 2010: 16 игр и 5 голов[12]

С 2014 года работает в качестве судьи на играх Чемпионата России.